# Elizabeth (Minnesota)
Elizabeth – miasto w Stanach Zjednoczonych, w stanie Minnesota, w hrabstwie Otter Tail.